# Althepus qingyuani
Espèce
Althepus qingyuani est une espèce d'araignées aranéomorphes de la famille des Psilodercidae.

## Distribution
Cette espèce est endémique du Yunnan en Chine,. Elle se rencontre dans le xian de Yongde vers la grotte Xianren à 1 499 m d'altitude.

## Description
La femelle holotype mesure 3,95 mm.

## Étymologie
Cette espèce est nommée en l'honneur de Qing-yuan Zhao.

## Publication originale
- Li, Liu & Li, 2018 : Ten new species of the spider genus Althepus Thorell, 1898 from Southeast Asia (Araneae, Ochyroceratidae). ZooKeys, no 776, p. 27-60 (texte intégral).